# 스미노에구
스미노에구(일본어: 住之江区 스미노에쿠[*])는 일본 오사카부 오사카시를 구성하는 24개 구 중 하나이다.

## 개요
오사카시 남서쪽에 위치한 행정구이다. 1974년 7월 22일 스미요시구에서 서부를 분리하여 성립하였다. 현행 오사카시 24개 구 중에서는 가장 넓은 면적을 가지고 있다.
상촌 대지의 서쪽으로 펼쳐져 평탄한 지형을 이루고 있다. 고대에는 지역의 대부분이 바다였으나 오사카만의 충적 활동으로 사주가 형성되어 육지화가 진행되었다. 고대 해안선은 현재의 한카이 전기 궤도 한카이선 부근, 중세 해안선은 현재의 한신 고속도로 15호 사카이선 부근으로 여겨진다. 에도 시대의 닛타 개발, 메이지 시대 이후의 매립으로 현재의 육지가 형성되었다.
구의 명칭은 고대부터 부근 일대가 '주지강'이라 불리던 데서 유래한다. 고사기, 일본서기, 만엽집 등 고대 문장이나 와카에서는 이 땅을 스미에·스미요시·키요에 등으로 기록해 모두 '스미노에'라고 읽게 하였다.
현대 지리에서는 스미에·스미요시·스미노에는 다른 지역을 가리키고, 또 키요에는 스미노에구 내의 초등학교 명칭으로 사용되고 있지만, 어원으로는 동일한 지명이 유래이다.
또한 '스미노에구'의 구명은 현 스미노에구 발족 이전에도 1925년 니시나리구 신설 때 구명 후보로, 또 1943년 스미요시구·아베노구·히가시스미요시구의 분구 때 현 스미요시구의 구명 후보로 각각 검토된 적이 있으나 모두 실현되지 않았다. 또 분구 때는 「니시스미요시구」 등이 후보로 거론되었으나, 이미 「스미노에」라는 명칭이 스미노에 공원이나 스미노에 경정장 등에서 사용되었던 것으로 이름이 알려지기도 하여 협의 결과 「스미노에구」로 결정되었다.

## 역사
1974년 7월 22일에 스미요시구 서부를 분리해 성립했다. 스미에, 스미노에로 불린 지역의 중심은 이전에는 오랫동안 난카이 본선의 스미요시타이샤역이나 스미노에역 가까이의 하마구치히가시, 하마구치니시, 스미노에, 니시스미노에, 안류 등의 지역이었다. 국도 26호선이나 한신 고속도로 15호 사카이선 동쪽의 스미요시구에 인접하여 역사, 문화적으로 스미요시구와 유사한 지역이었으나 스미노에구의 분구와 1980년 전후부터의 난코 지구 매립지 조성 등에 의해 구의 중추는 한신 고속도로 15호 사카이선 서쪽의 미사키에서 신나니와스지의 스미노에 공원, 난코 지구로 옮겨졌다.

## 교통

### 철도
- 오사카 메트로
  - 요쓰바시선
    - (← 니시나리구 기시노사토역) - 다마데역 - 기타카가야역 - 스미노에코엔역

  - 주오선
    - (←고노하나구 유메시마역) - 코스모스퀘어역 - (미나토구 오사카코역 →)

  - 난코 포트타운선
    - 코스모스퀘어역 - 트레이드 센터마에역 - 나카후토역 - 포트 타운 니시역 - 포트 타운 히가시역 - 페리 터미널역 - 난코히가시역 - 난코구치역 - 히라바야시역 - 스미노에코엔역

- 난카이 전기 철도
  - 본선
    - (← 스미요시구 스미요시타이샤역) - 스미노에역 - (사카이구 시치도역 →)

- 한카이 전기 궤도
  - 한카이선
    - (← 스미요시구 스미요시토리이마에 정류장) - 호소이가와 정류장 - 안류마치 정류장 - 아비코미치 정류장 - (사카이구 야마토가와 정류장 →)

### 도로
- 한신 고속도로
- 국도 제26호선
- 국도 제479호선